# Клен червоний
{{#ifeq:0|0|{{#if:Acer rubrum|{{#if:|[[]}}|[[]]}}}}
Клен черво́ний (лат. Ácer rúbrum) — листопадне дерево, одне з найпоширеніших у східній частині Північної Америки; вид роду Клен родини Кленові (за іншою системою класифікації — Сапіндові).

## Морфологія

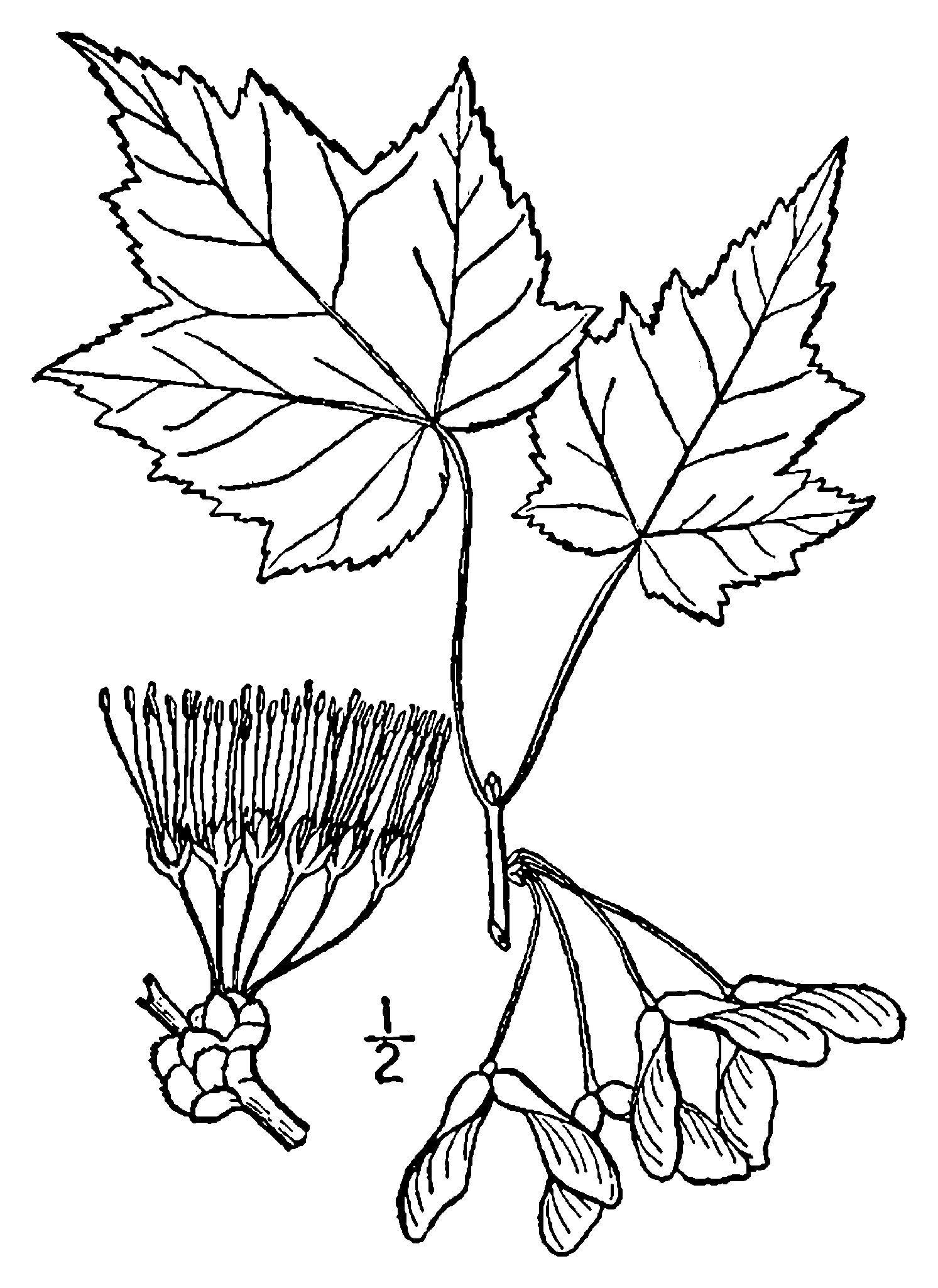
Ботанічна ілюстрація з книги Н. Л. Бріттона і А. Брауна Illustrated flora of the northern states and Canada, 1913

Листопадне дерево середніх розмірів, 9—28 м заввишки і діаметром стовбура до 1,6 м. Хоча клен червоний досить легко ідентифікується, він має досить широкі морфологічні характеристики, більш ніж будь-який інший клен Північної Америки. Найпростіший спосіб розпізнавання цього виду — це форма листя.
Як і в інших представників роду, листя клена червоного розташоване супротивно і в зимовий час опадає. Листки прості, 5-10 см завдовжки, долонеподібні з трьома-п'ятьма однакової ширини зубчастими лопатями неправильної форми (для порівняння, у близького йому виду клена сріблястого (Acer saccharinum) зубців як правило 5 і вони значно глибше порізані). Верхня частина листка світло-жовта, нижня бліда. Черешки зазвичай червоні, так само як і бруньки. Восени листя стає яскраво-червоним.
Кора гладка, варіює від сіро-коричневого до білого кольору, з віком темніє і покривається тріщинами. Гілочки схожі з гілочками клена сріблястого — червоні, з V-подібними листовими рубцями, тільки у клена сріблястого на зламі вони неприємно пахнуть. На багатьох гілочках є карликові пагои.
Бруньки тупі, неопушені, від червоного до сірувато-коричневого кольору, в зимовий час добре видні на відстані.

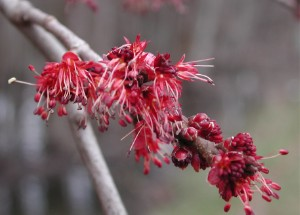
Жіночі квітки

Квітки різностатеві (хоча чоловічі й жіночі квітки розташовані на одному дереві). Жіночі насіннєві квітки яскраво-червоні, кожна з п'ятьма пелюстками і п'ятьма чашолистками, зібраними в китицю. Чоловічі квітки являють собою лише жовті тичинки, що виступають із карликових гілочок на гілці. Молоді дерева можуть мати квітки тільки однієї статі. Цвітіння починається ранньою весною, до появи листя.
Плід — крилатка, колірна гама якої варіює між червоним, жовтим і коричневим кольорами. Крилатки 15—25 мм завдовжки, з'являються парами під кутом 50—60°.
Клен червоний часто створює гібрид із близьким йому кленом сріблястим. Отриманий гібрид × freemanii має ознаки обох видів.
Живуть клени червоні 100—200 років, але іноді й довше.

## Поширення
Клен червоний поширений у Північній Америці, на південь і схід від Лісового озера на кордоні американського штату Міннесота і канадської провінції Онтаріо. На східному узбережжі Північної Америки ареал на півночі обмежений Ньюфаундлендом і Новою Шотландією, на півдні містом Маямі у Флориді. Південно-західна межа поширення проходить у штаті Техас.
Клен червоний легко адаптується до широкого кола природних ландшафтів: його можна зустріти як на болотистих, так і бідних поживними речовинами посушливих ґрунтах. Він також легко уживається при широкому розкиді значень водневого показника, хоча в лужному середовищі може страждати жовтяницею (хвороба рослин, відсутність хлорофілу).
Домінує або виступає одним з домінантів у листяних лісах і заболочених місцевостях із присутністю чорного ясена (Fraxinus nigra), берези аллеганської (Betula alleghaniensis), дуба чорного (Quercus velutina), дуба червоного (Quercus rubra), тополі осикоподібної (Populus tremuloides) і в'яза (Ulmus spp). На височинах із помірним зволоженням займає верхній ярус рослинності поміж ліквідамбару смолоносного (Liquidambar styraciflua) і дуба болотяного (Quercus palustris).

## Природне значення
Листям і гілочками клена червоного в дикій природі харчуються білохвості олені (Odocoileus virginianus), лосі (Alces alces), вапіті та американські біляки (Lepus americanus). На гілках клена часто гніздяться совки (Otus), чубаті дятли (Dryocopus pileatus) і деколи золотисті (Colaptes auratus).

## Застосування
Використовується для виготовлення меблів, фанери, бочок, дерев'яної тари, паркету і залізничних шпал. Як і клен цукровий, використовується для приготування кленового сиропу, хоча й рідше.
Червоний клен часто використовують у зелених насадженнях парків і садів, крім тих місць, де ґрунти лужні або кислотні. Особливо його висаджують там, де багато місця для його кореневої системи. Перевагами цього клена називають толерантність до вологих і сухих ландшафтів, до забруднення навколишнього середовища. Стійкий до буревіїв. Червоні клени приваблюють білок, які харчуються бруньками клена ранньої весни, коли їхній раціон вкрай обмежений. Недоліком червоного клена називають його високу, хоча й дещо меншу, порівняно зі сріблястим і цукровим кленами, інвазивність — він здатний витісняти сусідні рослини завдяки щільному листю і неглибокій кореневій системі.

## Деякі сорти
- October Glory (син. PN10268) — дерево висотою 6—12 м. Крона широко овальна. Листя влітку глянцеве, середньо-зелене, восени малиново-червоне. Зони морозостійкості: від 4 до тепліших[1].
- Red Sunset — дерево висотою 6—12 м. Крона овальна. Листя влітку темно-зелене, восени від оранжево-червоного до червоного. Зони морозостійкості: від 4 до тепліших[2].

## Галерея

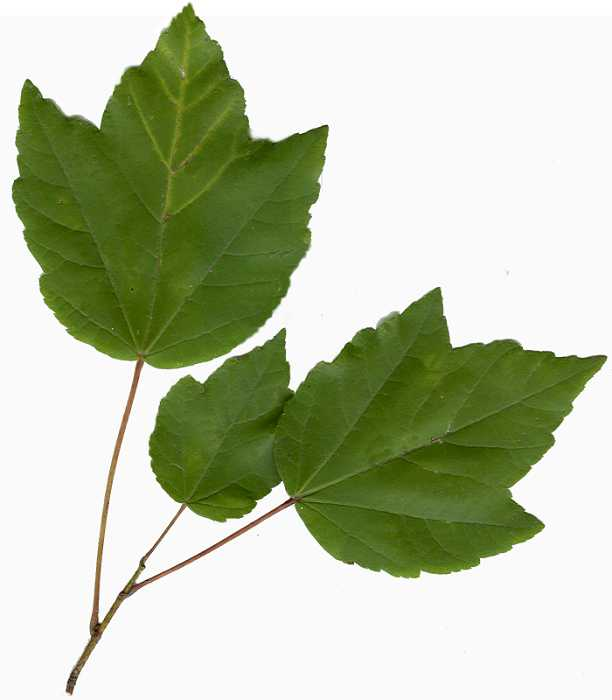
Листки
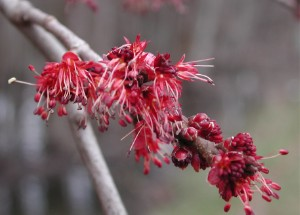
Цвіт
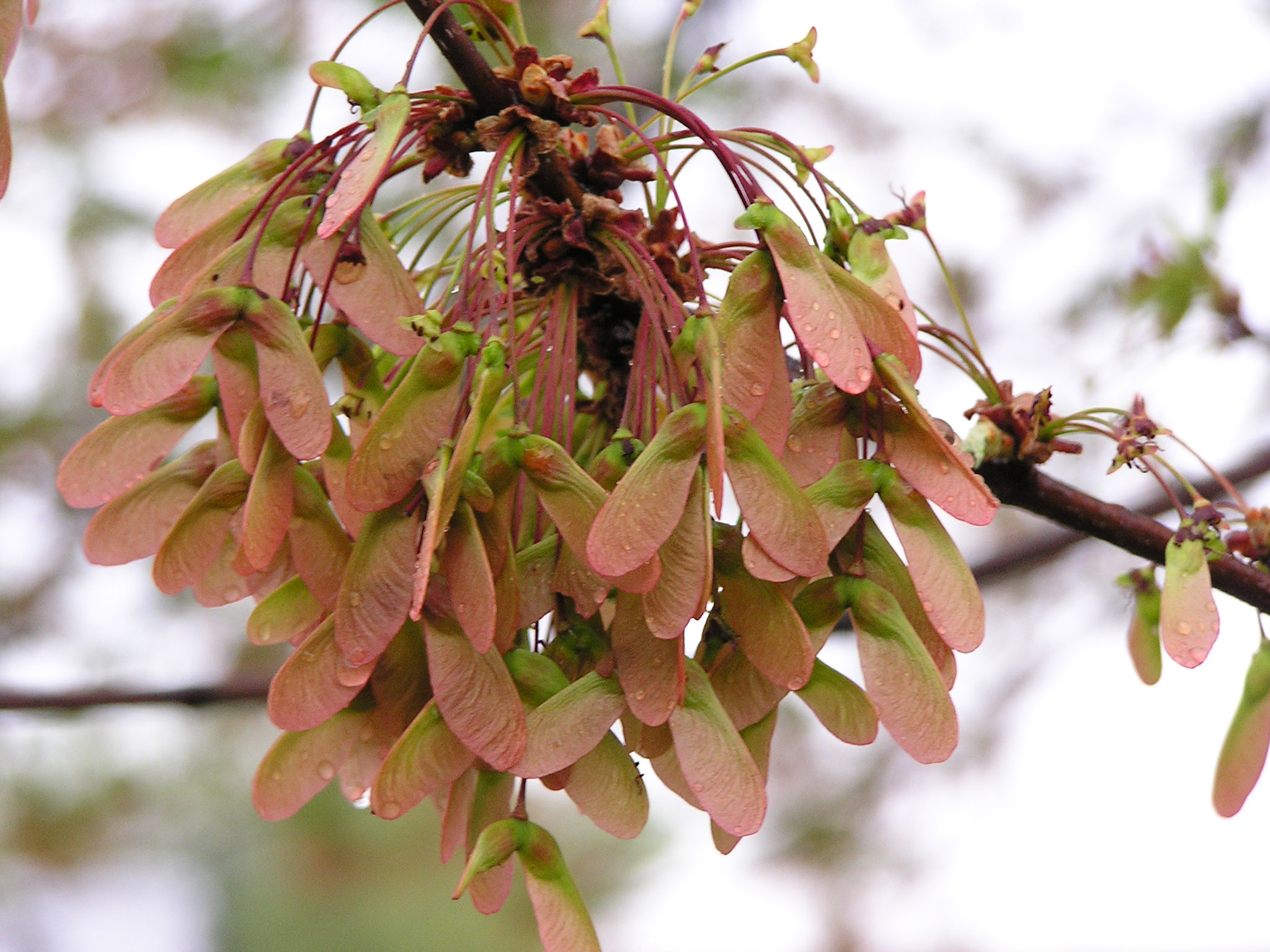
Плоди